# La cuenta atrás (álbum)
La cuenta atrás es el cuarto álbum de estudio de la cantante española Vega. De nuevo producido por Sebastian Krys, y grabado en sus estudios de Los Ángeles, es el segundo compuesto íntegramente por Vega. La artista comenzó el proyecto como artista independiente, sin el respaldo de ninguna compañía discográfica, tras el rechazo al proyecto por parte de su anterior discográfica. Una vez el disco ya estaba grabado, llegó a un acuerdo con la discográfica Sony Music para que "La Cuenta Atrás" saliera a la venta bajo su sello el 20 de septiembre de 2011 en formato digital, físico (ediciones digipack y cristal) y una edición de coleccionistas que incluía un vinilo y merchandising relacionado con el mismo. Debutó en las listas de ventas en el nº 6, proporcionándole a Vega el mayor éxito en el estreno de uno de sus discos en toda su carrera. El primer sencillo extraído fue "Como yo no hay dos", estrenado en el mes de julio de 2011. El videoclip cuenta con la colaboración especial de Alexandra Jiménez y Jordi Mestre. El álbum fue presentado en Fnac de Callao (Madrid) y Las Arenas (Barcelona) el 20 y 21 de septiembre, y en un gran concierto agotando las entradas en la Joy Eslava de Madrid el 28 de octubre del mismo año. A esos conciertos le siguieron tres más (Valladolid, Salamanca y Toledo) antes de lanzar el segundo sencillo del álbum: "Requiem" en marzo de 2012, con el que inicia la gira de primavera por salas de 12 ciudades españolas (Madrid, Alicante, Barcelona, Zaragoza, León, Sevilla, Valladolid, Vigo, Gijón, Málaga, Badajoz y Santander), a la que siguieron dos conciertos especiales en el mes de julio en Sevilla y Málaga, retomando la gira en septiembre de 2012 por otras 7 ciudades más (Granada, Murcia, Bilbao, Barcelona, Valencia, Elche y Madrid), habiendo agotado entradas en la mayoría de los conciertos. El álbum, compuesto por 12 temas, fue relanzado en diciembre de 2011 por su discográfica en formato digital, incluyendo una canción extra: "Let's open the door", compuesta por Vega para una campaña de telefonía móvil. También Vega en mayo de 2012 ofrece la posibilidad de descargar gratuitamente el tema "Nueva Orleans", que finalmente quedó fuera de La Cuenta Atrás. Es destacable durante esta etapa, que paralelamente al álbum, Vega participó como promotora del "Festival de la Luz" que tuvo lugar el 22 y 23 de septiembre de 2012 en Galicia. El álbum ha recibido una nominación para los Premios Grammy Latinos 2012 en la categoría Mejor Álbum Pop/Rock.

## Lista de canciones
| N.º | Título                        | Música         | Duración |  |
| 1.  | «La cuenta atrás»             | Mercedes Mígel | 3:51     |  |
| 2.  | «1906 estrellas nuevas»       | Mercedes Mígel | 3:31     |  |
| 3.  | «Como yo no hay dos»          | Mercedes Mígel | 3:15     |  |
| 4.  | «Réquiem»                     | Mercedes Mígel | 4:04     |  |
| 5.  | «48 horas»                    | Mercedes Mígel | 3:07     |  |
| 6.  | «El más feliz (Finis Terrae)» | Mercedes Mígel | 4:01     |  |
| 7.  | «700 cartas»                  | Mercedes Mígel | 3:45     |  |
| 8.  | «Para bailar»                 | Mercedes Mígel | 3:15     |  |
| 9.  | «Sin dudar»                   | Mercedes Mígel | 3:20     |  |
| 10. | «La tregua»                   | Mercedes Mígel | 3:02     |  |
| 11. | «Me compadezco de ti»         | Mercedes Mígel | 3:00     |  |
| 12. | «A tientas»                   | Mercedes Mígel | 5:17     |  |

## Posiciones y certificaciones

### Semanales
| País   | Ranking         | Primera semana | Posición de ingreso | Mejor posición | Semanas en la mejor posición | Semanas en el ranking | Última semana |
| ------ | --------------- | -------------- | ------------------- | -------------- | ---------------------------- | --------------------- | ------------- |
| Europa |                 |                |                     |                |                              |                       |               |
| España | Top 100 álbumes | 6              | 6                   | 6              | 1                            | 9                     | 95            |

### Copias y certificaciones
| País   | Proveedor  | Año | Certificación | Copias certificadas (según IFPI) |
| Europa |            |     |               |                                  |
| España | Promusicae | -   | -             | -                                |